# Ksienija Tripolitowa

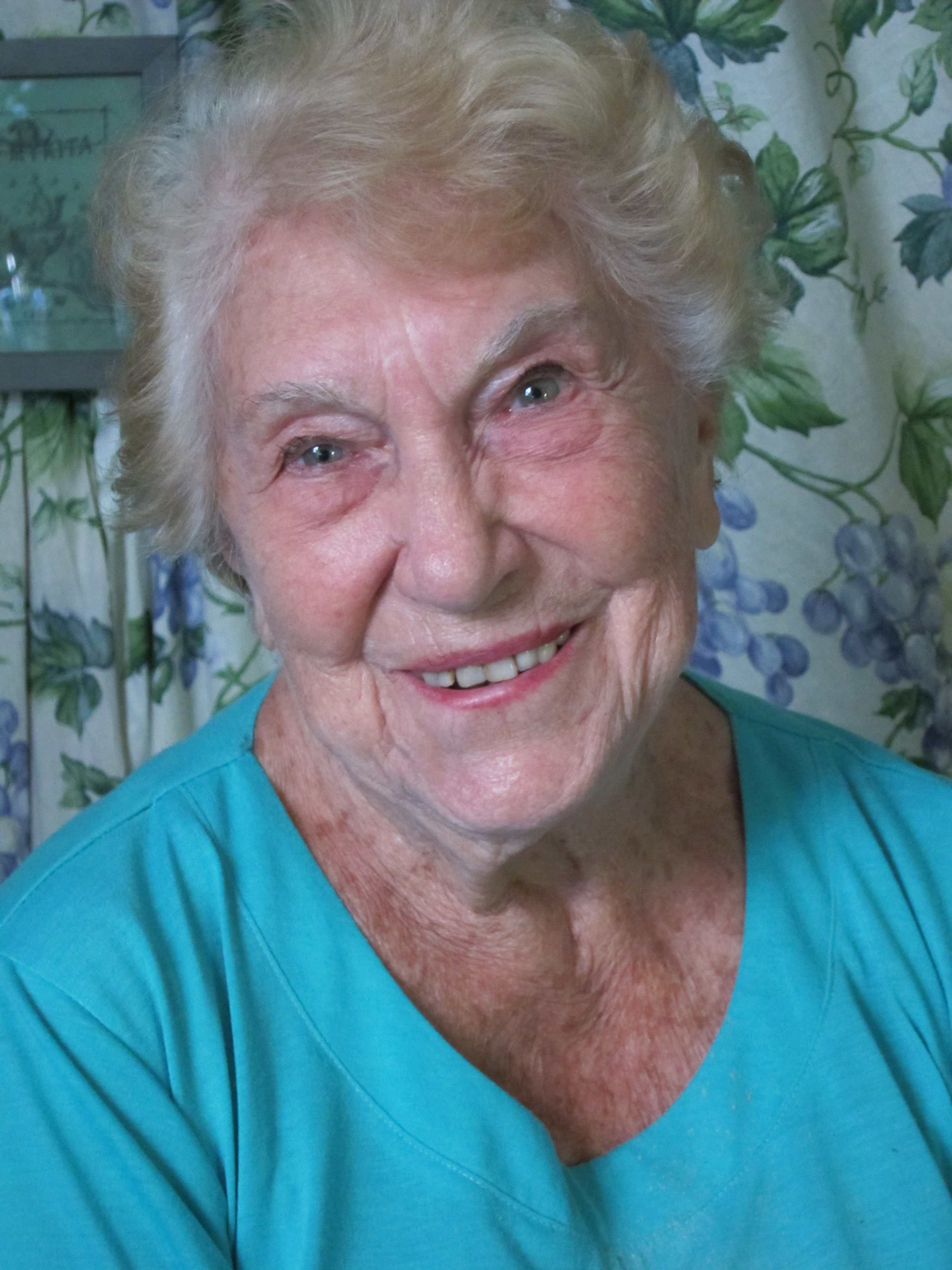
Ksienija Tripolitowa w 2011

Ksienija Arturowna Tripolitowa, ros. Ксения Артуровна Триполитова (ur. 7 maja 1915 roku w Wilnie, zm. 9 kwietnia 2020) – rosyjska emigracyjna artystka baletowa, nauczycielka baletu, memuarystka.
Urodziła się pod nazwiskiem Rubom. W 1916 roku jej rodzina przeniosła się na Krym, ale już w 1917 roku powróciła do Wilna. Następnie przyjechała do rodzinnej wsi Chwastawiczy w okręgu bobrujskim, skąd ewakuowała się wraz z Wojskiem Polskim z powrotem do Wilna. W 1920 roku zamieszkała w Gnieźnie, gdzie Tripolitowa rozpoczęła występować w szkolnych przedstawieniach teatralnych podczas nauki w gimnazjum. W 1933 roku powróciła do Wilna, gdzie uczyła się baletu, występując też na scenie. W styczniu 1935 roku wyjechała do Paryża. Kontynuowała karierę artystyczną. W 1936 roku występowała w Ballet Derby, a następnie wraz z mężem Nikołajem Iljiczem Tripolitowem w programie scenicznym „Ksienija i Tripolitow”. W 1937 roku odbyła podróż artystyczną po Niemczech, zaś w latach 1938-1939 po innych krajach zachodniej Europy. W 1940 roku wraz polską trupą baletową występowała na Lazurowym Wybrzeżu. Podczas okupacji niemieckiej mieszkała w Paryżu. Uczestniczyła w koncertach organizowanych przez emigrację rosyjską. Zaangażowała się też w imprezy hitlerowskiej organizacji „Kraft durch Freude”. Po wyzwoleniu Paryża przez wojska alianckie latem 1944 roku, występowała wraz z innymi artystami we Francji i zachodniej części Niemiec. W latach 1947–1948 występowała w grupie baletowej Wasilija Woskriesienskiego. Od 1949 roku występowała w Szwajcarii. Pod koniec lat 50. utworzyła wraz z mężem zespół wokalno-taneczny „Тройка”. W latach 1954–1955 pracowała w teatrze operowym w Tunisie. W 1957 roku występowała wraz z chórem Kozaków uralskich w Hiszpanii. Od końca lat 50. nauczała tańca klasycznego w konserwatorium muzycznym w Drancy pod Paryżem. W latach 60. prowadziła kursy taneczne w studium baletowym Wyrubowej. Od początku lat 90. zaczęła odwiedzać Rosję i Litwę. W 2010 roku w Moskwie zostały opublikowane jej wspomnienia pt. „Maleńkaja balerina: Ispowied´ russkoj emigrantki” (współautor Aleksandr Wasiljew).